# Ferrari GT: Evolution
Ferrari GT: Evolution es un videojuego de carreras con licencia de Ferrari desarrollado y publicado por Gameloft. Las carreras toman lugar en el Circuito de Fiorano y siete circuitos de carreteras imaginarios, todos basados en una ciudad actual.

## Jugabilidad
Hay dos modos de juego: Carrera rápida donde el jugador elige el auto, la ubicación de la carrera y el tipo de carrera; y el modo Carrera, donde el jugador participa en pruebas, competiciones amistosas, desafíos adversos y competencias de carreras programadas.